# Ammophila harti
Ammophila harti es una especie de avispa del género Ammophila, familia Sphecidae.

## Taxonomía
Fue descrito por primera vez en 1931 por Fernald.